# أناتولي كارب
أناتولي كارب هو لاعب كرة قدم بيلاروسي، ولد في 2 أكتوبر 1992 في مينسك في روسيا البيضاء. لعب مع شاختيور سوليجورسك ونادي بارتيزان مينسك.

## وصلات خارجية
- أناتولي كارب على موقع قاعدة بيانات كرة القدم.إي يو (الإنجليزية)
- أناتولي كارب على موقع Soccerway.com (الإنجليزية)